# Taissa Farmiga

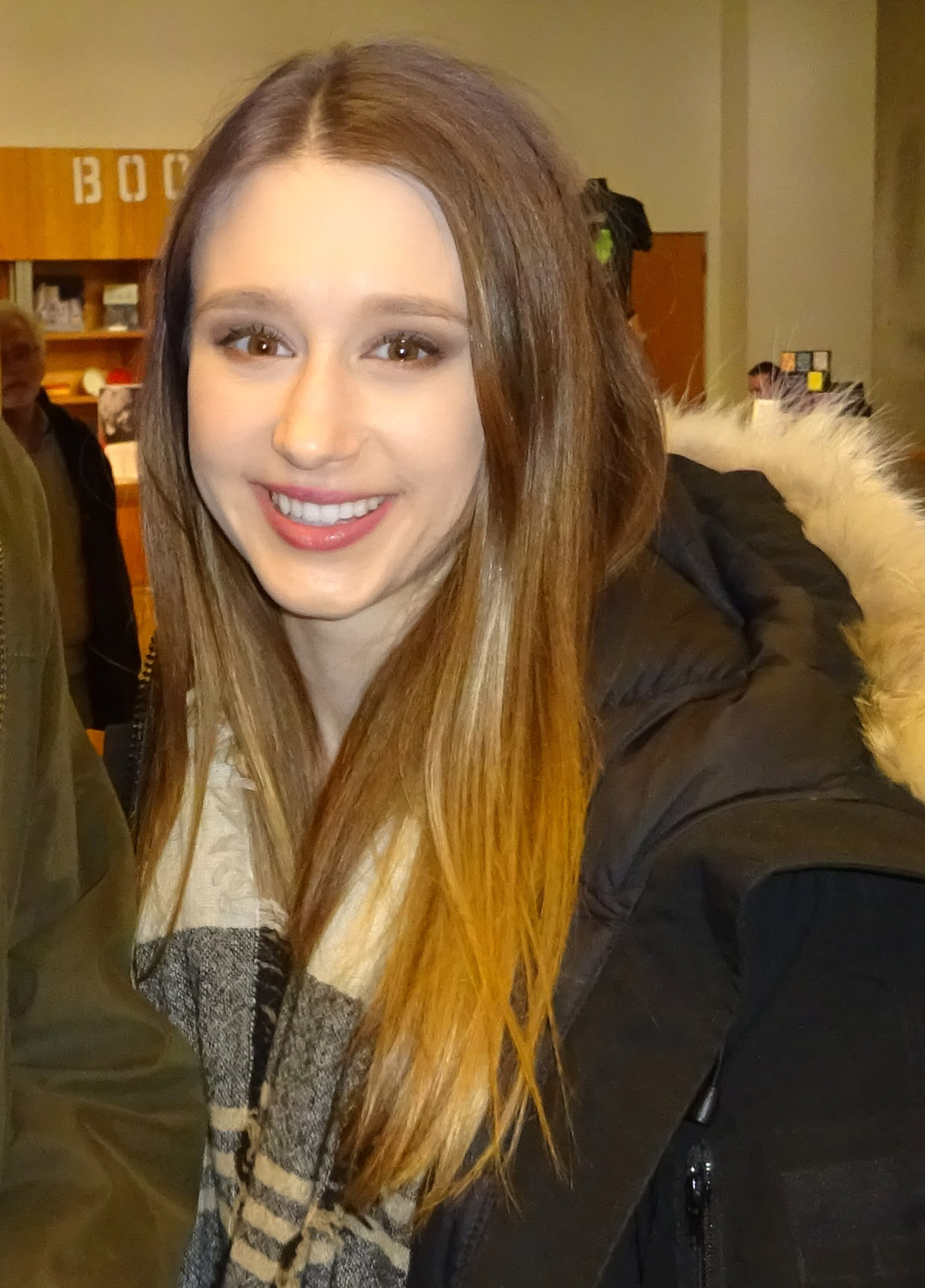
Taissa Farmiga (2016)

Taissa Farmiga (* 17. August 1994 in New Jersey) ist eine US-amerikanische Schauspielerin, die vor allem durch ihre Rollen in der Fernsehserie American Horror Story Bekanntheit erlangte.

## Leben und Karriere
Taissa Farmiga wurde 1994 als jüngstes von sieben Kindern des ukrainischen Computer-Systemanalytikers Mykhailo und der Lehrerin Ljuba Farmiga im US-Bundesstaat New Jersey geboren. Obwohl sie keine Ausbildung oder Erfahrungen in der Schauspielerei hatte, wurde sie für den Film Higher Ground, das Regiedebüt ihrer 21 Jahre älteren Schwester Vera Farmiga, engagiert. Sie verkörperte in diesem Film die 16 Jahre alte Version des Charakters ihrer Schwester. Nachdem ihr Auftritt im Film beim Sundance Film Festival 2011 von den Kritikern gut aufgenommen wurde, entschied sie sich für eine Karriere als Schauspielerin.
Im Jahr 2011 übernahm Farmiga die Rolle der Violet Harmon in der ersten Staffel der Horrorserie American Horror Story des US-Kabelsenders FX. In der dritten Staffel der Serie spielte sie die Rolle der Zoe Benson. Sie kehrte erneut in der sechsten Staffel für einen Gastauftritt in die Serie zurück.
2018 gab der Regisseur Ryan Murphy bekannt, dass Farmiga erneut die Rolle der Zoe Benson in der achten Staffel der Horrorserie American Horror Story verkörpern werde, da es sich um ein Crossover aus den Staffeln eins (Murder House) und drei (Coven) handelt. Im selben Jahr übernahm sie die Hauptrolle der Ordensschwester Irene im Horrorfilm The Nun aus dem Conjuring-Universum, die sie 2023 in der Fortsetzung The Nun II erneut verkörperte.
Farmiga heiratete im August 2020 den Musikproduzenten und Komponisten Hadley Klein.

## Filmografie (Auswahl)
- 2011: Higher Ground – Der Ruf nach Gott (Higher Ground)
- 2011, 2013–2014, 2016, 2018: American Horror Story (Fernsehserie, 32 Folgen)
- 2013: The Bling Ring
- 2013: Ein Tag in Middleton (At Middleton)
- 2013: Mindscape
- 2014: Jamesy Boy
- 2015: The Final Girls
- 2015: Share (Kurzfilm)
- 2015: 6 Years
- 2015: Wicked City (Fernsehserie, 8 Folgen)
- 2016: In a Valley of Violence
- 2016: Regeln spielen keine Rolle (Rules Don’t Apply)
- 2018: The Nun
- 2018: The Mule
- 2018: We Have Always Lived in the Castle
- 2019: The Twilight Zone
- 2021: Das Versteck (John and the Hole)
- seit 2022: The Gilded Age (Fernsehserie)
- 2023: The Nun II